# Mississippi State Bulldogs

Mississippi State Bulldogs (en español: Bulldogs de la Estatal de Misisipi) es el equipo deportivo de la Universidad Estatal de Misisipi. Los equipos de los Bulldogs participan en las competiciones universitarias organizadas por la NCAA, y forma parte de la Southeastern Conference. En la actualidad tienen equipos en las siguientes modalidades deportivas:
| - Masculino - Atletismo - Atletismo en pista cubierta - Baloncesto - Béisbol - Cross - Fútbol americano - Golf - Tenis | - Femenino - Atletismo - Atletismo en pista cubierta - Baloncesto - Cross - Fútbol - Golf - Sófbol - Tenis - Voleibol |

El equipo de baloncesto llegó a la Final Four en 1996, destacando de aquel equipo al pívot Erick Dampier de Dallas Mavericks.